# Ehrennadel für Verdienste in der sozialistischen Wehrerziehung

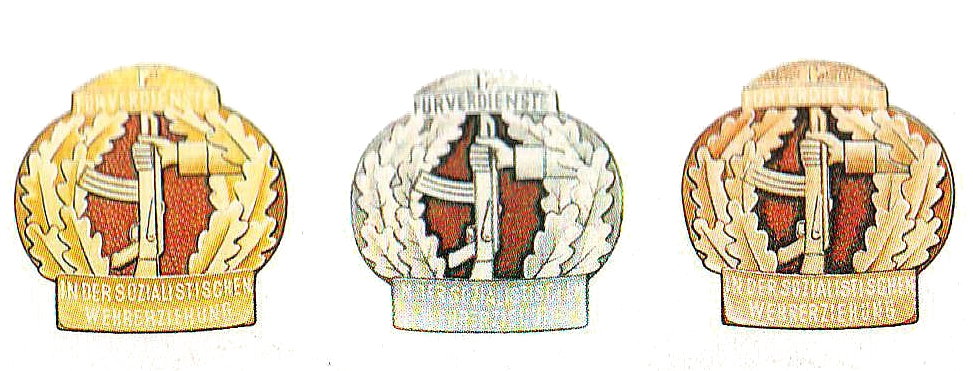
Ehrennadel für Verdienste in der sozialistischen Wehrerziehung

Die Ehrennadel für Verdienste in der sozialistischen Wehrerziehung war in der Deutschen Demokratischen Republik (DDR) eine im Fachbereich des Ministeriums für Nationale Verteidigung verliehene nichtstaatliche Auszeichnung, welche am 7. Juli 1975 mit der Ordnungsnummer 030/9/001 vom Minister für Nationale Verteidigung Heinz Hoffmann in drei Stufen gestiftet wurde.

## Verleihungsbedingungen
Die Ehrennadel konnte an alle ehrenamtlichen Personen verliehen werden, die vorbildliche Leistungen und Ergebnisse auf dem Gebiet
- der sozialistischen Wehrerziehung
- der militärpolitischen Propaganda- und Agitationsarbeit
- der Nachwuchssicherung für militärische Berufe und in der Reservistenarbeit

vorweisen konnten. Die ersten Verleihungen fanden anlässlich des 20. Jahrestages der Gründung der NVA am 1. März 1976 statt. 

## Aussehen und Trageweise
Die Ehrennadel ist nahezu rund mit abgeflachten Polen, 23 mm hoch wie breit und besteht aus Buntmetall. Sie zeigt mittig auf rotem Grund ein Maschinengewehr, welches von einer geschlossenen Hand gehalten wird. Darüber ist ein kronenartiges Gebilde zu sehen, auf dem in einem Band: FÜR VERDIENSTE zu lesen ist. Den unteren Rand der Medaille bildet ebenfalls ein Schriftband mit der zweizeiligen Aufschrift: IN DER SOZIALISTISCHEN WEHRERZIEHUNG. Die Ränder des Abzeichens bilden je zwei doppelreihige Eichenlaubzweige mit sechs Blättern je Seite. Getragen wurde die Ehrennadel auf der rechten Brusttasche der Uniform neben oder unter bereits verliehenen staatlichen Ehrenzeichen.